# Юсса
Юсса́ (фр. Ussat) — коммуна во Франции, находится в регионе Юг — Пиренеи. Департамент коммуны — Арьеж. Входит в состав кантона Тараскон-сюр-Арьеж. Округ коммуны — Фуа.
Код INSEE коммуны — 09321.

## Население
Население коммуны на 2008 год составляло 320 человек.
| 1962 | 1968 | 1975 | 1982 | 1990 | 1999 | 2008 |
| ---- | ---- | ---- | ---- | ---- | ---- | ---- |
| 175  | 231  | 268  | 281  | 317  | 372  | 320  |

## Экономика
В 2007 году среди 194 человек в трудоспособном возрасте (15—64 лет) 130 были экономически активными, 64 — неактивными (показатель активности — 67,0 %, в 1999 году было 64,8 %). Из 130 активных работали 113 человек (66 мужчин и 47 женщин), безработных было 17 (6 мужчин и 11 женщин). Среди 64 неактивных 15 человек были учениками или студентами, 33 — пенсионерами, 16 были неактивными по другим причинам.

## Достопримечательности
- Минеральные воды, считаются эффективными от паралича
- Пещеры со сталактитами, где скрывались от преследований катары